# Frans Joris
Pour les articles homonymes, voir Joris.
Frans Joris, né à Deurne le 25 mars 1851 et mort à Anvers le 23 octobre 1914, est un sculpteur belge.

## Biographie
Élève de Joseph Geefs à l'Académie royale des beaux-arts d'Anvers, Frans Joris reçoit en 1877 une mention honorable au concours du Prix de Rome belge. À partir de 1883, il est lui-même professeur à l'Académie. Il possède un atelier dans la chapelle Sainte-Anne sur la Korte Nieuwstraat à Anvers.
Il réalise entre autres une statue d'Hendrik Conscience, pour laquelle l'écrivain sert lui-même de modèle. En raison d'une maladie, Conscience ne peut pas assister au dévoilement de la statue en août 1883, et décède peu de temps après. Un concours est organisé pour la réalisation d'un monument funéraire, auquel participent, entre autres, Jef Lambeaux et Alphonse Van Beurden (nl). Le concours est remporté par Joris et le monument funéraire est inauguré le 19 septembre 1886 par le bourgmestre Léopold de Wael (nl) .
Joris meurt à Anvers, où il est enterré au Kielkerkhof (nl). En 1936, son monument funéraire est transféré au nouveau cimetière de Schoonselhof.

## Œuvre
Anvers
- Monument Hendrik Conscience (1883), Hendrik Conscienceplein
- Statue de Victor Driessens (nl) (vers 1885), Marché aux grains
- Monument funéraire de Hendrik Conscience (1886), inauguré au Kielkerkhof et depuis 1936 au Schoonselhof
- Statue du bourgmestre Léopold de Wael (nl) (1897)
- Monument Lodewijk van Bercken (1906), à l'angle de la  Leysstraat et de la Jezusstraat
- Mémorial Baron Dhanis (1913)[4], Amerikalei
- Statue Evarist Allewaert, parc de la Ville (nl)
- Décoration de façade 'Les Douze Diables' (1896), Transvaalstraat 59-61

Lierre
- Mémorial Tony Bergmann (1898)[5]

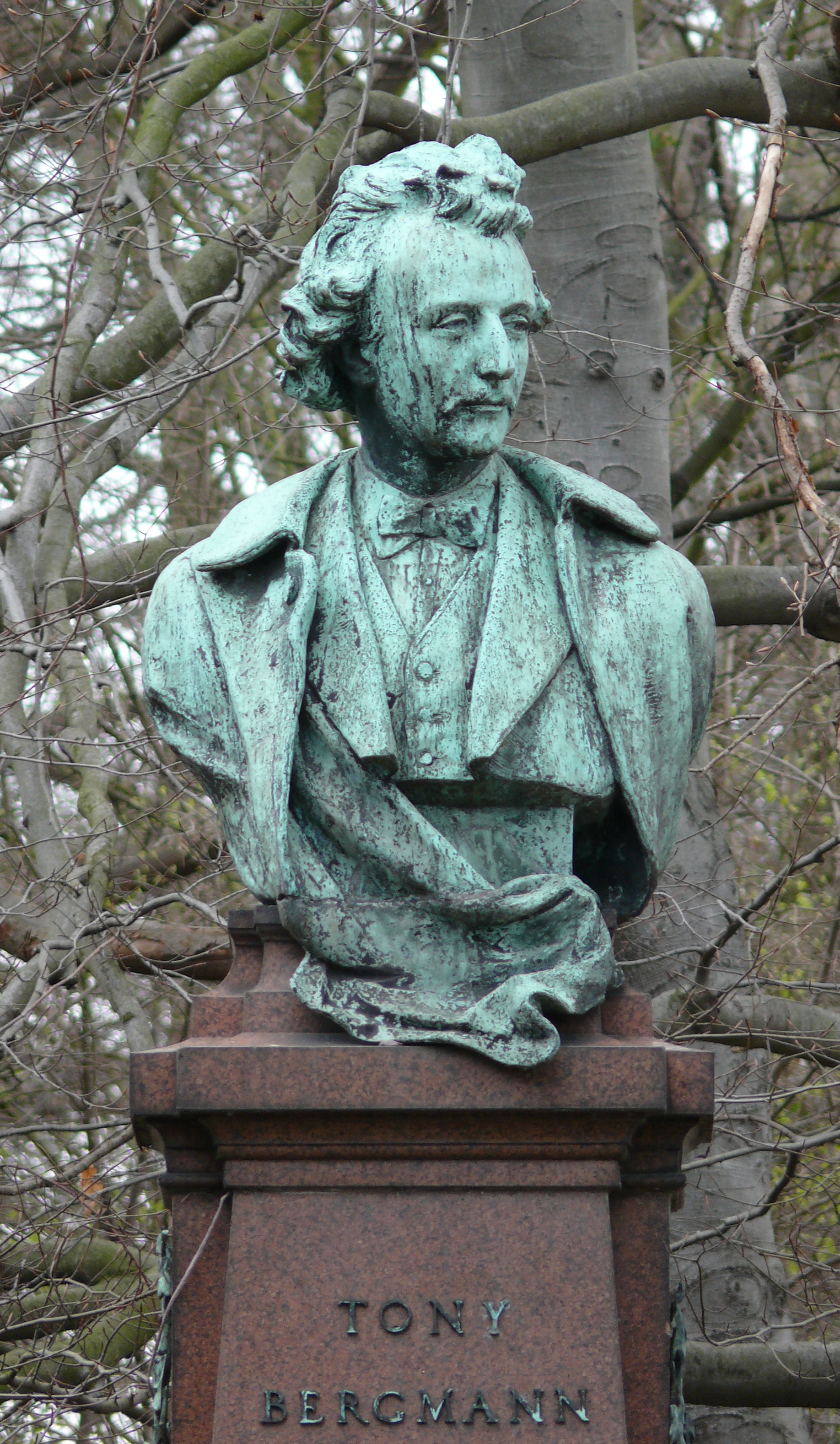
Mémorial Tony Bergmann (Lierre)
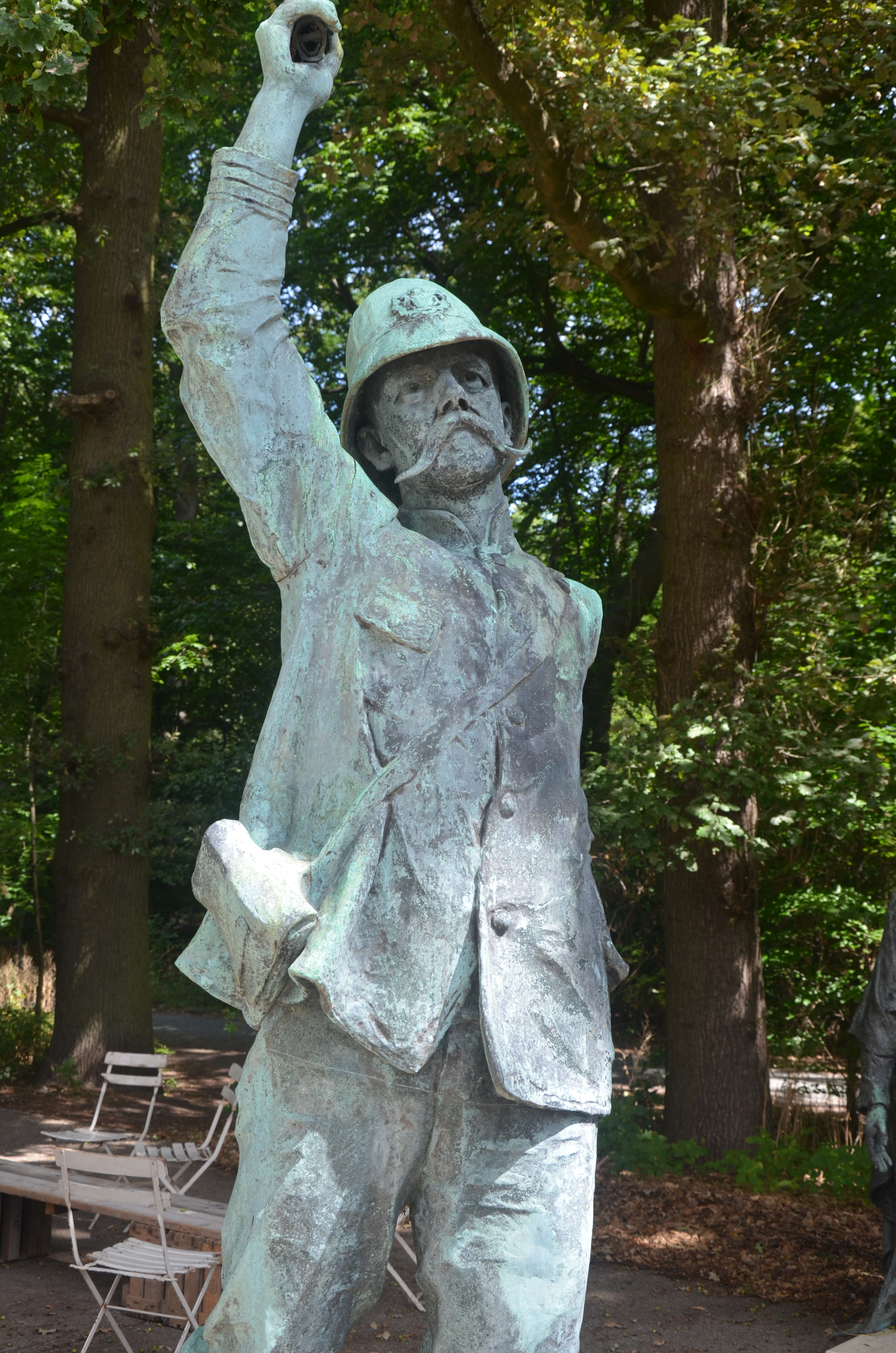
Mémorial Baron Dhanis
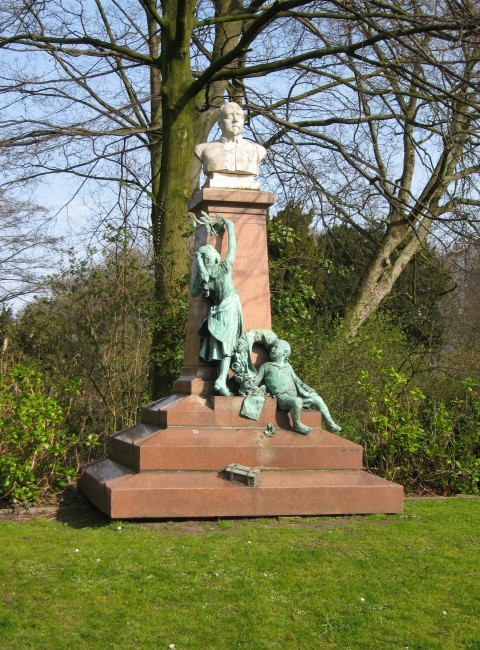
Statue Evarist Allewaert (Anvers)
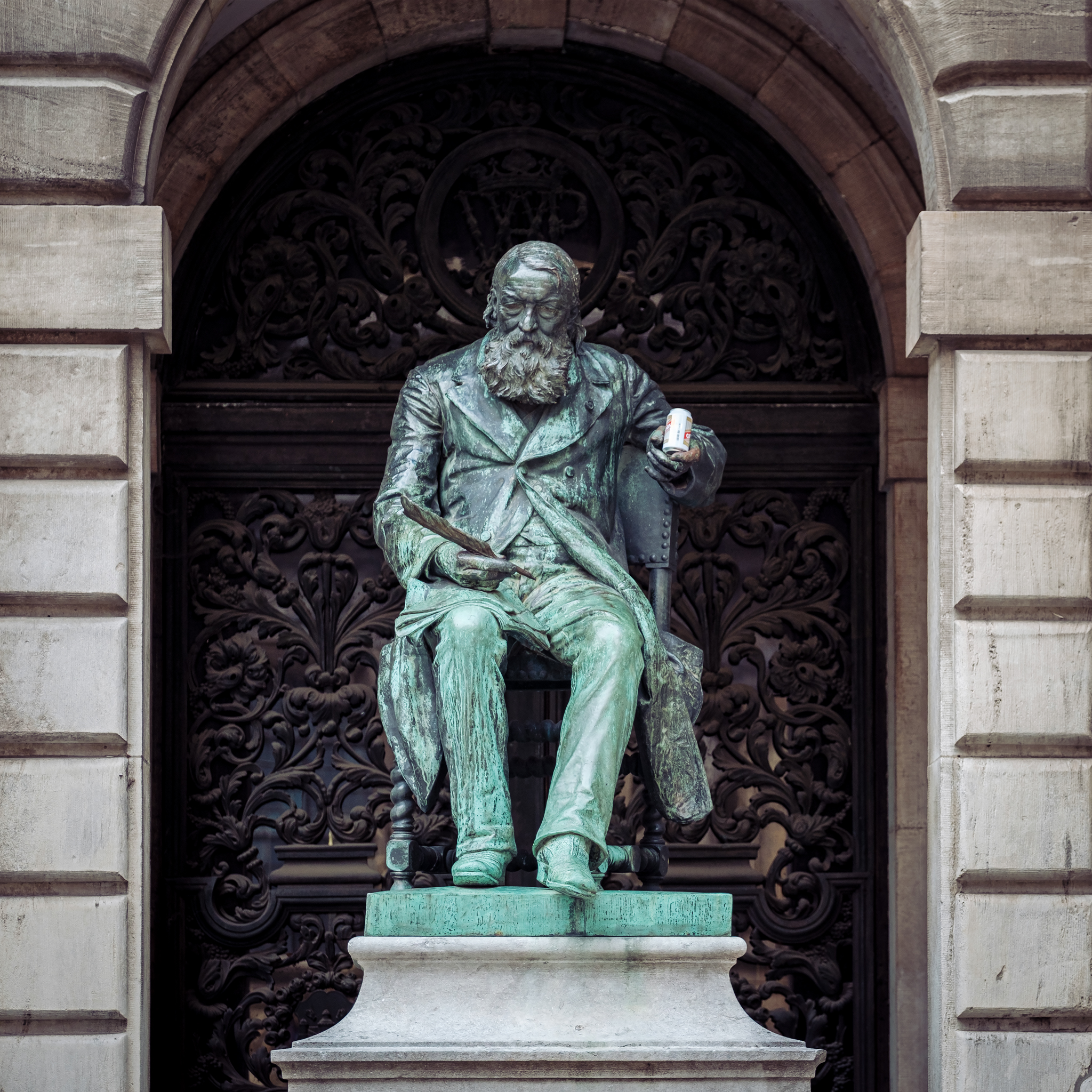
Monument Hendrik Conscience (Anvers)